# Levée en masse

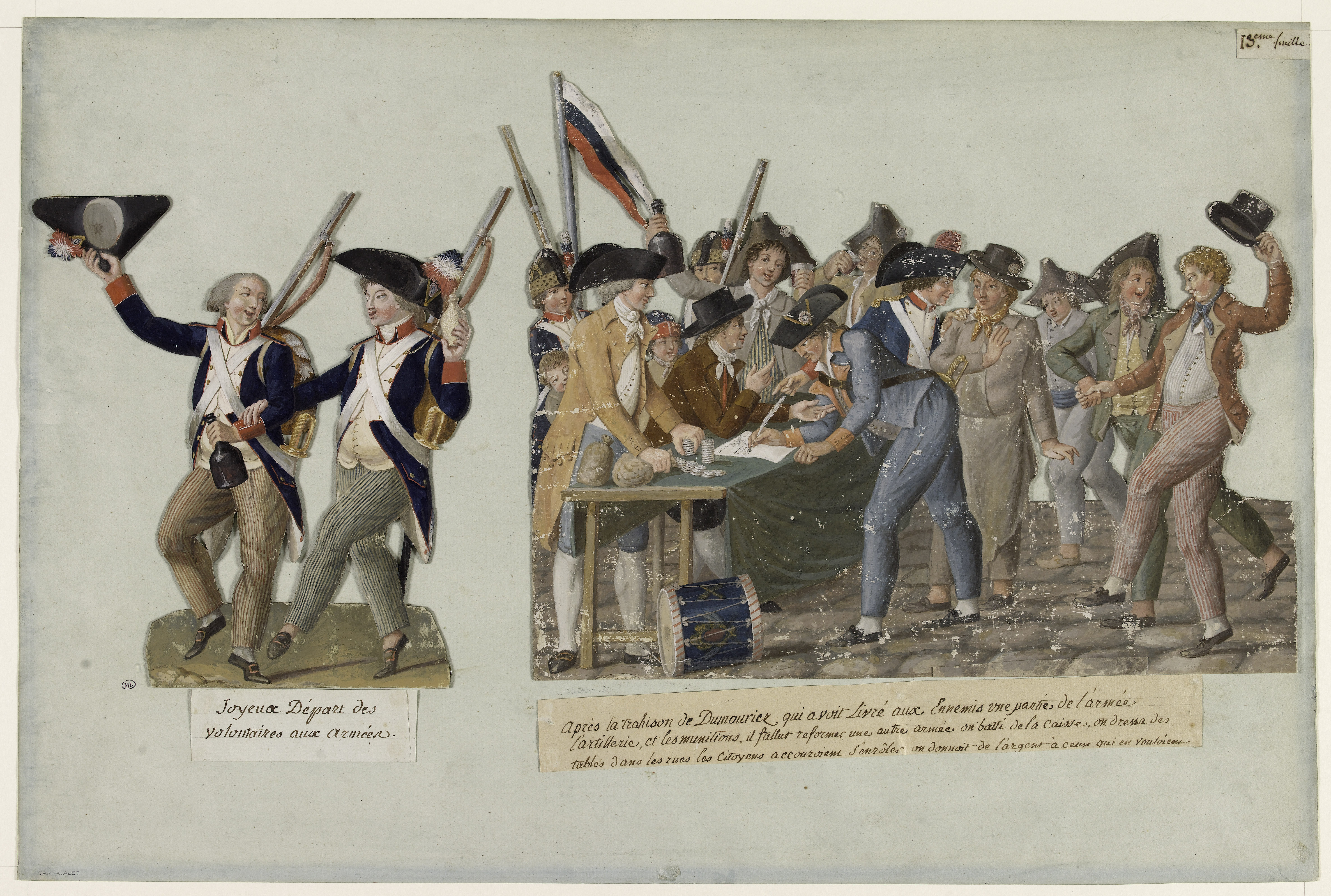
Šťastný odchod dobrovolníků do armád, kvaš, Jean-Baptiste Lesueur, 1793, Musée Carnavalet.

Levée en masse (tj. hromadný odvod) je ve francouzských dějinách označení pro rozsáhlý vojenský odvod, který byl vyhlášen za Francouzské revoluce v roce 1793. Národní konvent se dne 2. března 1793 usnesl povolat do armády tři sta tisíc mužů, svobodných nebo ovdovělých ve věku 18-25 let. Každý francouzský departement musel poskytnout dobrovolníky, doplněné o muže získané úpisem nebo losováním. Konvent následně dne 23. srpna téhož roku zvýšil věkovou hranici na 25-30 let. Tento hromadný odvod značně posílil armádu, ale vzbudil silnou regionální lidovou nespokojenost, což vedlo k nepokojům a povstáním. Odvody byly též jednou z příčin povstání ve Vendée.

## Historie
Účelem odvodu bylo hromadně se vypořádat s náhlým poklesem síly Francouzské revoluční armády v důsledku ztrát, dezercí a v širším smyslu masových odchodů dobrovolníků naverbovaných v roce 1792 pro dobu trvání tažení, kteří se domnívali, že se již mohou vrátit domů, neboť byl nepřítel zatlačen zpět za hranice.
Tyto odvody měly pro armádu velmi příznivý účinek, protože i přes odpor a dezerce se počet mužů značně zvýšil.
Dne 23. srpna 1793 byl nařízen hromadný odvod mužů ve věku 25-30 let na základě zprávy Bertranda Barèra, člena Výboru pro veřejné blaho. Zatímco v únoru 1793 Francie měla v armádě 200 000 mužů, v červenci jich bylo 500 000, v září 732 000 a v prosinci 1793 již 804 000 rozdělených do 15 armád, což bylo na tehdejší dobu značné číslo.
Tato armáda však nebyla uvnitř země příliš efektivní, zejména při potlačování povstání ve Vendée. Na hranicích byli dobrovolníci integrováni do armády, které veleli generálové pod dohledem Výboru pro veřejnou bezpečnost. Ministerstvo války bylo řízeno Hébertovými stoupenci. Mezi dobrovolníky bylo velké množství sansulotů a jejich odchod, případně jejich smrt by toto hnutí oslabila a přispěla k obnovení moci Konventu na úkor revoluční pařížské komuny.
Ve vojenském prostředí se těmto odvedencům říkalo soldats de l'an II (vojáci roku II) nebo armée de l'an II (armáda roku II) s odkazem na rok II (1793) revolučního kalendáře.

## Vzpoury
Masové odvody vzbudily silnou nespokojenost mezi rolníky a způsobily nepokoje, obzvláště v západní Francii, kde vedly v březnu 1793 k povstání ve Vendée. Povstání propukla ve Vendée, Loire-Atlantique, Maine-et-Loire, Morbihanu, Deux-Sèvres a částečně v Mayenne, Ille-et-Vilaine, Côtes-du-Nord, ve Finistère a v Sarthe. Republikánům se podařilo potlačit povstalce v oblastech severně od Loiry, ale jižně od řeky se jim to nedařilo. Několik incidentů, ale v mnohem menším měřítku, bylo hlášeno také v několika dalších departementech: Indre-et-Loire, Loir-et-Cher, Cher, Nièvre, Haute-Vienne, Lot, Gers, Haute-Loire, Lozère, Tarn, Hérault, Somme, Doubs a Bas-Rhin.